# جام قهرمانان کونکاکاف ۱۹۸۷
جام قهرمانان کونکاکاف ۱۹۸۷ بیست و سومین دوره مسابقات بین‌المللی فوتبال باشگاهی سالانه جام قهرمانان کونکاکاف بود که در منطقه کونکاکاف (آمریکای شمالی، آمریکای مرکزی و دریای کارائیب) برگزار شد. مسابقات از ۳۱ مارس تا ۳۰ سپتامبر ۱۹۸۷ انجام شد.
تیم‌ها به ۲ منطقه (آمریکای شمالی/مرکزی و کارائیب) تقسیم شدند، که هر کدام تیم برنده را برای شرکت در مسابقات نهایی فرستادند.
باشگاه مکزیکی آمریکا با شکست ۳–۱ تیم ترینیدادی دیفنس فورس در مجموع، برای دومین بار عنوان قهرمانی این مسابقات را بدست آورد.

## منطقه آمریکای شمالی/مرکزی

### منطقه شمالی
| تیم ۱           | نتیجه نهایی | تیم ۲              | بازی رفت | بازی برگشت |
| --------------- | ----------- | ------------------ | -------- | ---------- |
| سنت لوئیس کوتیس | ۰ - ۴       | مونتری             | ۰ - ۱    | ۰ - ۳      |
| آمریکا          | ۴ - ۰*      | یوگسلاوهای سن پدرو |          |            |

- یوگسلاوهای سن پدرو انصراف داد.

### منطقه مرکزی

#### مرحله اول
| تیم ۱     | نتیجه نهایی | تیم ۲        | بازی رفت | بازی برگشت |
| --------- | ----------- | ------------ | -------- | ---------- |
| رئال وردس | ۱ - ۸       | رئال اسپانیا | ۰ - ۲    | ۱ - ۶      |
| المپیا    | ۹ - ۲       | کوک میلپروس  | ۸ - ۱    | ۱ - ۱      |

#### مرحله دوم

##### گروه ۱
| تیم     | بازی | برد | مساوی | باخت | گل زده | گل خورده | گل تفاضل | امتیاز |
| ------- | ---- | --- | ----- | ---- | ------ | -------- | -------- | ------ |
| المپیا  | ۳    | ۲   | ۱     | ۰    | ۳      | ۱        | ۲+       | ۵      |
| هردیانو | ۳    | ۱   | ۲     | ۰    | ۳      | ۱        | ۲+       | ۴      |
| آگویلا  | ۳    | ۱   | ۱     | ۱    | ۶      | ۴        | ۲+       | ۳      |
| گالکاسا | ۳    | ۰   | ۰     | ۳    | ۱      | ۷        | ۶−       | ۰      |

| تیم ۱   | نتیجه | تیم ۲   |
| ------- | ----- | ------- |
| هردیانو | ۱ - ۱ | آگویلا  |
| المپیا  | ۱ - ۰ | گالکاسا |
| آگویلا  | ۴ - ۱ | گالکاسا |
| المپیا  | ۰ - ۰ | هردیانو |
| گالکاسا | ۰ - ۲ | هردیانو |
| المپیا  | ۲ - ۱ | آگویلا  |

##### گروه ۲
| تیم          | بازی | برد | مساوی | باخت | گل زده | گل خورده | گل تفاضل | امتیاز |
| ------------ | ---- | --- | ----- | ---- | ------ | -------- | -------- | ------ |
| ساپریسا      | ۳    | ۱   | ۲     | ۰    | ۶      | ۴        | ۲+       | ۴      |
| رئال اسپانیا | ۳    | ۲   | ۰     | ۱    | ۴      | ۴        | ۰        | ۴      |
| آئورورا      | ۳    | ۱   | ۱     | ۱    | ۲      | ۲        | ۰        | ۳      |
| آلیانسا      | ۳    | ۰   | ۱     | ۲    | ۵      | ۷        | ۲−       | ۱      |

| تیم ۱   | نتیجه | تیم ۲        |
| ------- | ----- | ------------ |
| آئورورا | ۰ - ۱ | رئال اسپانیا |
| آلیانسا | ۳ - ۳ | ساپریسا      |
| آئورورا | ۰ - ۰ | ساپریسا      |
| آلیانسا | ۱ - ۲ | رئال اسپانیا |
| ساپریسا | ۳ - ۱ | رئال اسپانیا |
| آلیانسا | ۱ - ۲ | آئورورا      |

#### مرحله سوم
| تیم          | بازی | برد | مساوی | باخت | گل زده | گل خورده | گل تفاضل | امتیاز |
| ------------ | ---- | --- | ----- | ---- | ------ | -------- | -------- | ------ |
| المپیا       | ۳    | ۲   | ۰     | ۱    | ۶      | ۳        | ۳+       | ۴      |
| ساپریسا      | ۳    | ۲   | ۰     | ۱    | ۷      | ۶        | ۱+       | ۴      |
| هردیانو      | ۳    | ۲   | ۰     | ۱    | ۶      | ۷        | ۱−       | ۴      |
| رئال اسپانیا | ۳    | ۰   | ۰     | ۳    | ۳      | ۶        | ۳−       | ۰      |

| تیم ۱   | نتیجه | تیم ۲        |
| ------- | ----- | ------------ |
| هردیانو | ۳ - ۲ | رئال اسپانیا |
| ساپریسا | ۱ - ۴ | المپیا       |
| المپیا  | ۱ - ۰ | رئال اسپانیا |
| هردیانو | ۱ - ۴ | ساپریسا      |
| ساپریسا | ۲ - ۱ | رئال اسپانیا |
| هردیانو | ۲ - ۱ | المپیا       |

### نیمه نهایی آمریکای شمالی/مرکزی
| تیم ۱   | نتیجه نهایی | تیم ۲  | بازی رفت | بازی برگشت |
| ------- | ----------- | ------ | -------- | ---------- |
| ساپریسا | ۳ - ۴       | آمریکا | ۲ - ۲    | ۱ - ۲      |
| المپیا  | ۲ - ۳       | مونتری | ۰ - ۱    | ۲ - ۲      |

### فینال آمریکای شمالی/مرکزی
| تیم ۱  | نتیجه نهایی | تیم ۲  | بازی رفت | بازی برگشت |
| ------ | ----------- | ------ | -------- | ---------- |
| آمریکا | ۵ - ۳       | مونتری | ۳ - ۳    | ۲ - ۰      |

## منطقه کارائیب

### مرحله اول
| تیم ۱            | نتیجه نهایی   | تیم ۲        | بازی رفت | بازی برگشت |
| ---------------- | ------------- | ------------ | -------- | ---------- |
| گلدن استار       | ۴ - ۰         | آپتاون ریبلز | ۳ - ۰    | ۱ - ۰      |
| رنگیدز           | ۳ - ۴         | فرانسیسکین   | ۲ - ۰    | ۱ - ۴      |
| ستاره مورن-آه-لو | ۳ - ۳ (۳-۴ پ) | هاربر ویو    | ۳ - ۱    | ۰ - ۲      |
| وی‌اس‌ای‌دی‌سی       | ۵ - ۳         | یوونتوس سنتن | ۵ - ۱    | ۰ - ۲      |
| ریکز سوپراستارز  | ۱ - ۵         | ترینتوک      | ۱ - ۲    | ۰ - ۳      |

### مرحله دوم
| تیم ۱      | نتیجه نهایی | تیم ۲            | بازی رفت | بازی برگشت |
| ---------- | ----------- | ---------------- | -------- | ---------- |
| گلدن استار | ۰ - ۱       | ترینتوک          | ۰ - ۱    | ۰ - ۰      |
| دیفنس فورس | ۴ - ۲       | فرانسیسکین       | ۴ - ۲    |            |
| وی‌اس‌ای‌دی‌سی | ۲ - ۴*      | ستاره مورن-آه-لو | ۱ - ۱    | ۱ - ۳      |

- ستاره مورن-آه-لو احتمالا بعد از این مرحله انصراف داد.

### مرحله نهایی
| تیم ۱      | نتیجه نهایی | تیم ۲   | بازی رفت | بازی برگشت |
| ---------- | ----------- | ------- | -------- | ---------- |
| دیفنس فورس | ۳ - ۲       | ترینتوک | ۲ - ۱    | ۱ - ۱      |

## فینال
| دیفنس فورس | ۱–۱ | آمریکا   |
| ---------- | --- | -------- |
| سوتون ۷'   |     | لونا ۴۳' |

| آمریکا                | ۲–۰ | دیفنس فورس |
| --------------------- | --- | ---------- |
| لونا ۶۳' · سانتوس ۹۰' |     |            |